# ماتیاس کلاودیوس
ماتیاس کلاودیوس (آلمانی: Matthias Claudius؛ ۱۵ اوت ۱۷۴۰ – ۲۱ ژانویهٔ ۱۸۱۵) یک شاعر، و خبرنگار اهل آلمان بود.